# 우키요에 오타 기념 미술관

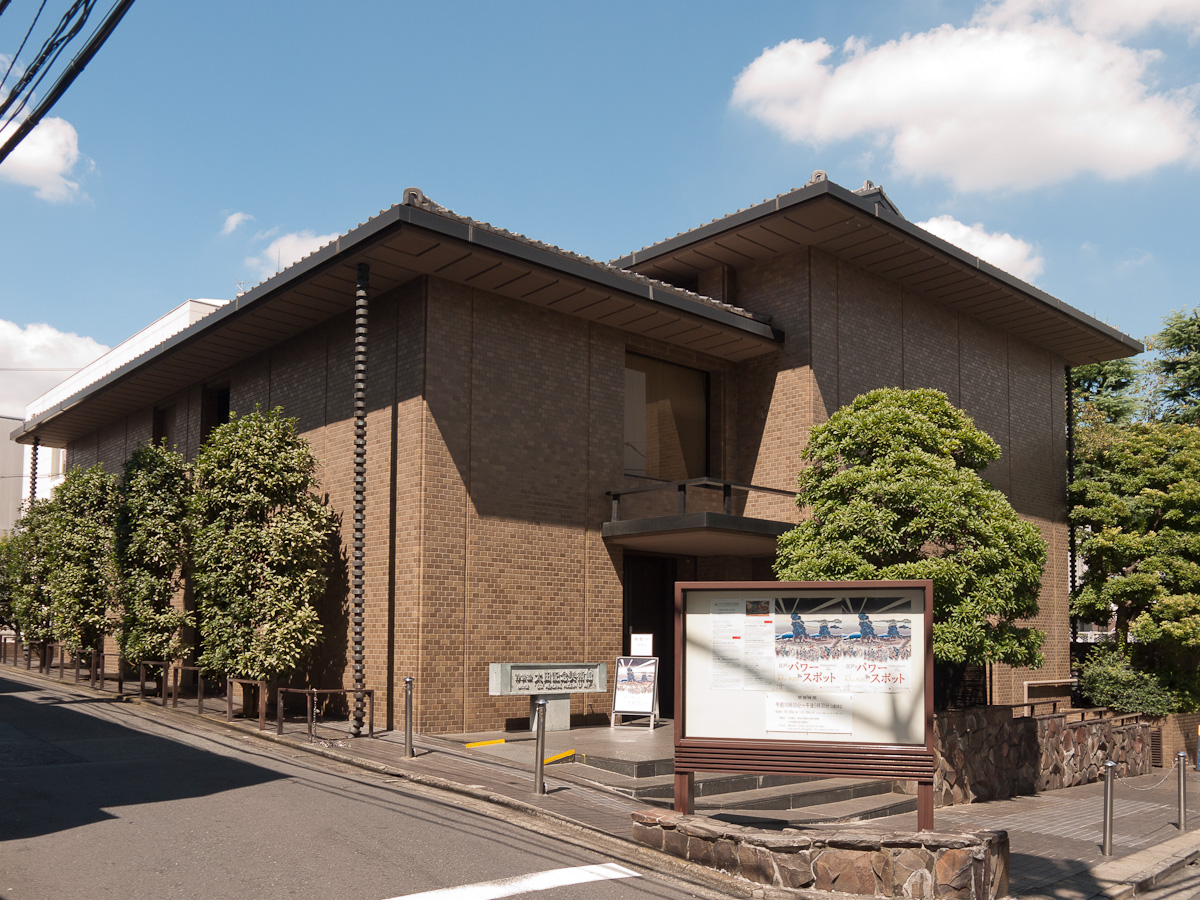
우키요에 오타기념미술관

우키요에 오타 기념 미술관(일본어: 浮世絵 太田記念美術館, うきよえ おおたきねんびじゅつかん)은 도쿄도 시부야구에 위치한 우키요에 전문 사설 미술관이다. 일본 기업가 오타 세이조 (太田清蔵)의 수집품을 기반으로 1980년 1월에 개관하였다. 오타기념미술관은 육필화 500여점, 우키요에 판화 1만여점, 우키요에 관련 판본과 골동품 200점, 옛 고노이케 컬렉션 중 부채화 900여점 (우키요파 작품 60여점 포함)이 있으며, 여기에 우키요에 연구가 나가세 타케오가 기증한 육필화와 판화 650점을 더해 총 12,000여개의 대규모 컬렉션을 소장하고 있다. 뿐만 아니라 개관 이후에도 매년 새로운 소장품을 입수해 늘려나가고 있다. 또 이를 바탕으로 매해 열두달마다 각기 다른 주제의 특별전을 편성하고도 있다.
미술관이 본격적으로 개관하기 이전인 1977년 11월부터 도쿄 긴자의 도호생명 빌딩 내에 마련된 장소에서 전시해오다, 지금의 하라주쿠 자리로 옮겨왔다. 이 과정에서 오타 세이조가 보스턴 미술관에서 맛보았던 편안한 일본식 전시환경을 고안해 본 미술관에 적용하였기 때문에, 입구에서 신발을 벗고 슬리퍼로 갈아신어 관람에 나서야 하는 방식이 특징이었다. 다만 2014년 12월 보수공사가 완료된 뒤로부터는 신발을 그대로 신고도 입장할 수 있도록 바뀌었다. 미술관 전시공간 중앙에는 바위가 놓여진 조그마한 정원이 있고, 왼편에는 한층 높여 다다미를 깔아둔 전시실도 꾸며져 있다. 다다미 전시실에 오른 관람객이 무릎을 꿇고 거기에 내걸린 육필화를 바라 볼 수 있도록 하는, 일종의 도코노마를 만들어 놓은 것이다.
오타기념미술관의 영업시간은 오전 10시 30분부터 오후 5시 30분까지이며, 마지막 입장시각은 5시이다. 매주 월요일에 휴업하며, 연말연시와 매월 전시전 교체기간에도 쉰다. 주소는 일본 도쿄도 시부야구 진구마에잇초메 10번 10호이다. JR 야마노테 선 하라주쿠역 오모테산도 출구에서 도보로 5분, 도쿄메트로 지요다 선·후쿠토신 선 메이지진구마에 역 5번출구에서 도보로 3분 거리에 있다. 주차장은 없다.